# Periplaneta brunnea
La cucaracha marrón o cucaracha café (Periplaneta brunnea) es una especie de insecto blatodeo del género Periplaneta, ubicado en la familia de los blátidos. Es una de las cucarachas que es posible encontrar habitando dentro de viviendas en gran parte del mundo, donde causa diversos trastornos, en especial, transmite graves enfermedades a los humanos y animales domésticos y, dado su alto potencial reproductivo, su adaptación a entornos diversos y su facilidad para esconderse en pequeños espacios de difícil acceso —lo que dificulta su detección y control— es calificada como una plaga urbana.

## Taxonomía
Descripción original
Esta especie fue descrita originalmente en el año 1838 por el naturalista, paleontólogo y zoólogo alemán —nacionalizado argentino— Carlos Germán Conrado Burmeister.

## Características
Mide 31 a 37 mm. Como otras cucarachas, posee un cuerpo achatado dorsoventralmente, una cabeza hipognata, antenas filiformes multiartejadas, ojos compuestos de buen desarrollo, su aparato bucal es de tipo masticador. Las patas corredoras tienen una estructura que le permite desplazarse a gran velocidad, incluso al escalar superficies lisas. Los cercos poseen tricobotrias mecano receptoras que captan las vibraciones ambientales, detectando anticipadamente a posibles peligros.
Periplaneta brunnea cuenta con alas completamente desarrolladas (aunque presenta ejemplares braquípteros); tiene placa supra-anal truncada, sin muesca; cercos triangulares robustos, con los segmentos apicales no tan delgados. El adulto es de color marrón-rojizo, con un margen amarillo en el escudo dorsal o pronoto, que rodea un área central oscura; su longitud es entre 31 y 37 mm; las manchas apareadas en el pronoto suelen ser poco llamativas; la tegmina y las alas no suelen ser tan largas en relación con el abdomen.
Es similar a P. americana pero esta última es más clara, tiene placa supra-anal larga con una profunda muesca apical; cercos muy largos y delgados, especialmente en el ápice del macho.
La ninfa de la primera etapa tiene los primeros 8 y los últimos 4 segmentos de las antenas notablemente blancos, los segmentos intermedios son marrones; una delgada área —que permite el paso de la luz— se ubica medial en el mesotórax; el abdomen presenta manchas de color crema, las que son tenues en los márgenes dorsolaterales del primer y segundo segmento. En la ninfa de etapa intermedia, las manchas cremas de los márgenes dorsolaterales se extienden desde el segundo al sexto segmento.

## Hábitos

### Reproducción y ciclo de vida
Como ocurre con otras especies de cucarachas, su ciclo de vida comprende tres etapas: huevo, ninfa (que incluye varios estadios) y adulto. Su desarrollo demanda entre 182 y 340 días. El promedio de tiempo de vida del adulto es de entre 244 días para la hembra y 290 días para el macho. Se trata de un animal ovíparo; sus huevos son dispuestos en dos filas y están contenidos dentro de un estuche con forma de cápsula que se denomina ooteca, la cual exhibe su región superior aquillada. Cada hembra deposita un promedio de 32 ootecas. La ooteca es de color café oscuro a negro, grande (entre 12 y 16 mm de longitud); la punta terminal es fuerte, contiene entre 21 y 28 huevos (promedio de 24); queda bien pegada cuando se deposita sobre una superficie adecuada, como concreto o yeso. Interiormente tiene ovicámaras bien marcadas solo por indentaciones próximas a la quilla, que no se extienden a través de la ooteca; la quilla es generalmente alta, con túbulos respiratorios oblicuos bien notorios; con altura de 5 mm como mínimo; el número de dentículos en la quilla va de 20 a 26. La incubación demanda un promedio de 81 días. Al abrirse, libera a los juveniles, los que son similares a los adultos, pero aún carecen de alas.

### Costumbres
En todas las etapas de su vida tiene la facultad de convivir sin problemas con otros miembros de su especie (gracias a que segrega una hormona de agregación), aunque técnicamente es un insecto solitario. Posee hábitos netamente nocturnos, ya que huye ante la presencia de luz. Al anochecer, sale a caminar en búsqueda de alimento; con las primeras luces del día, se oculta en sus refugios, estos pueden ser grietas de las paredes, espacios estrechos detrás o bajo muebles, entre papeles, en el interior de cajas o cajones, en cañerías, desagües, entretechos, etc. En climas cálidos, además de habitar en el interior de las viviendas, puede ser peridomiciliaria y vivir en parques y jardines (donde daña a las plantas cultivadas), refugiándose entre pilas de ramas, rocas, bajo troncos o macetas, etc.; en climas fríos solo sobrevive en el interior de los inmuebles.

### Hábitos alimenticios
Posee una muy amplia dieta omnívora, alimentándose de detritus, excrementos, cadáveres de cualquier animal (incluidos los de su propia especie), materiales que contengan almidón y cualquier tipo de producto comestible para los humanos —incluso en descomposición—, objetos a los que contamina mientras los consume ya que, por intervalos, regurgita porciones parcialmente digeridas y al mismo tiempo que defeca, arrojando también secreciones por su boca y por aberturas glandulares que posee su cuerpo, impregnando así con su típico y persistente olor a los alimentos y objetos que toca.

## Distribución e importancia sanitaria
Probablemente es originaria de África tropical, pero hoy logró conquistar gran parte de las ciudades del mundo, en especial las ubicadas en climas templado-cálidos y cálidos, gracias a la diseminación antrópica, al transportar de un lugar a otro, muebles, aparatos domésticos, cajas y otros objetos. Este insecto representa una amenaza para la salud humana. Luego de caminar donde se deposita basura, cámaras sépticas, letrinas o pozos ciegos, pasa a hacerlo sobre alimentos expuestos o que logra alcanzar, siendo un reservorio y vector de bacterias, hongos, helmintos, protozoarios y virus, acarreando gérmenes patógenos transmisibles al hombre y a los animales domésticos, que se mantienen viables —por varios días o semanas— sobre la superficie de su cuerpo, en el tubo digestivo o en sus heces, y que terminan siendo depositados en la comida y en los diversos utensilios de cocina sobre los que transita. Entre las enfermedades más comunes que produce están las de tipo digestivo, como diversas formas de gastroenteritis. Sus excrementos y mudas contienen numerosos alérgenos que inciden sobre nuestros ojos y piel, produciendo además síndromes de asma infantil.